# 12 Years Promise
12 Years Promise (coréen : 달래 된, 장국: 12년만의 재회 ; RR : Dallae Doen, Jangguk: 12nyeonmanui Jaehoe ; litt. « Apaisée, Jang Guk : retrouvailles 12 ans plus tard ») est une série télévisée sud-coréenne, diffusée sur JTBC du 22 mars au 29 juin 2014, comptant au total 26 épisodes.  
Les acteurs à l'affiche sont Lee So-yeon, Namkoong Min, Lee Tae-im, Yoon So-hee, Lee Won-keun et Ryu Hyoyoung.
Le titre d'origine est un jeu de mots qui peut également signifier « Jang Guk devient Dal-rae : retrouvailles 12 ans plus tard ». Le nom de la protagoniste féminine, Jang Guk, signifie « Guk à base de doenjang ». Plus tard, elle décide de changer son nom pour s'appeler Dal-rae, soit « azalée ».

## Synopsis
En 2002, alors que la Corée du Sud, pays hôte, réalise un parcours qui fait sensation à la Coupe du monde, les lycéens Jang Guk (Lee So-yeon) et Yu Jun-su (Namkoong Min), amoureux l'un de l'autre, passent une nuit ensemble à la suite de laquelle Jang Guk tombe enceinte. Ils obtiennent l'accord du père de Jun-su pour se marier. Mais Jang Guk perd le bébé à la suite d'un accident. Leurs mères, opposées à leur relation dès le début, tirent profit de cette situation et parviennent à les séparer. C'est ainsi que Jang Guk quitte la Corée pour les États-Unis et décide de changer de nom pour s'appeler Jang Dal-rae. Douze ans plus tard, les deux amoureux se retrouvent et finissent par renouer des liens. Cependant Yu Jun-su ne connait pas la véritable identité de Jang Guk et cette dernière refuse de lui révéler.

## Distribution

### Rôles principaux
- Lee So-yeon : Jang Guk/Jang Dal-rae
  - Yoon So-hee : la jeune Jang Guk

- Namkoong Min : Yu Jun-su
  - Lee Won-keun : Yu Jun-su (jeune)

- Lee Tae-im : Ju Da-hae
  - Ryu Hyoyoung : Ju Da-hae (jeune)

### Rôles secondaires

#### Famille de Jang Guk/Dal-rae
- Bae Jong-ok : Choi Go-soon
- Oh Seung-yoon : Jang Hoon
  - Ra Yoon-chan : Jang Hoon (jeune)
- Seo Woo-rim : Yeo Il-sook
- Kim Young-ran : Yeo Sam-sook
- Um Hyo-sup : père de Jang Guk

#### Famille de Yu Jun-su
- Park Hae-mi : Pyung Beom-sook
- Chun Ho-jin : Yu Jeong-han
- Kim Si-hoo : Yu Jun-seong
  - Choi Won-hong : Yu Jun-seong (jeune)
- Danny Ahn : Yu Su-han
- Jung Kyung-soon : Yu Jeong-suk

#### Famille de Ju Da-hae
- Ji Soo-won : Kim Yeong-hui
- Lee Han-wi : Joo Chul-soo
- Nhã Phương (vi) : Ha-mi
- Choi Ro-woon : Ju Hong

### Autres rôles
- Jung Chan : Heo Se-min
- Jung In-sun : Kang Ham-cho
  - Lee Young-eun : Kang Ham-cho (jeune)
- Lee Yong-joo : Park Mu-cheol, ami d'enfance de Jun-su
  - Han Min : Park Mu-cheol (jeune)
- Ah Young : Park Mu-hui
  - Lee Do-yeon : Park Mu-hui (jeune)
- Shin Dong-mi : Yeo-ok
- Jung Kyu-soo : Monsieur Kang

## Diffusion internationale
| Pays      | Réseau               | Dates de diffusion             |
| --------- | -------------------- | ------------------------------ |
| Taïwan    | ELTA TV (愛爾達電視) | 5 août 2016 - 9 septembre 2016 |
| Thaïlande | PPTV HD              | 28 mai 2016 - 13 août 2016     |
| Thaïlande | Canal 9 MCOT HD      | 9 avril 2018 - 14 mai 2018     |
| Indonésie | MYTV (id)            | Inconnu                        |